# 게오르게 그로스
게오르게 그로스(독일어: George Grosz, 영어: George Grosz 조지 그로스[*], 독일어 발음: [ɡʁoːs])라는 이름으로 잘 알려진 게오르크 에렌프리트 그로스(독일어: Georg Ehrenfried Groß, 1893년 7월 26일~1959년 7월 6일)는 독일의 예술가이다. 특히 1920년대 베를린 생활을 풍자화로 그린 그림으로 잘 알려져 있다.
바이마르 공화국 시절에는 베를린 다다와 신즉물주의 그룹의 유명한 회원으로 활동했다. 1933년에 미국으로 이주했고, 1938년에 미국 국적을 취득했다. 그는 미국에 머물며 이전 작품의 스타일과 주제를 버리고, 정기적으로 작품을 전시하고 뉴욕 미술 학생 연맹에서 수 년 동안 강의했다. 1959년에 베를린으로 돌아갔고 얼마 지나지 않아 그곳에서 사망했다.